# Infurcitinea frustigerella
Infurcitinea frustigerella är en fjärilsart som beskrevs av Walsingham 1907. Infurcitinea frustigerella ingår i släktet Infurcitinea och familjen äkta malar. Inga underarter finns listade i Catalogue of Life.